# 克劳迪娅·兹沃林斯卡
克劳迪娅·兹沃林斯卡（波蘭語：Klaudia Zwolińska，1998年12月18日—），波兰女子皮划艇运动员，2023年世界皮划艇激流锦标赛女子单人皮艇铜牌得主、2024年夏季奥林匹克运动会女子单人皮艇激流回旋银牌得主。